# 湖南市立三雲東小学校
湖南市立三雲東小学校（こなんしりつ みくもひがししょうがっこう）は、滋賀県湖南市にある市立の小学校。

## 概要
三雲山の麓に位置し、1984年（昭和59年）に甲西町立三雲小学校（当時）から分離した小学校である。

## 沿革
- 1982年（昭和57年）
  - 5月10日：三雲小学校から分離し、甲西町（当時）で6番目の小学校を建設することが決定する。
  - 12月21日：建設用地の取得が決定する。
- 1983年（昭和58年）
  - 3月22日：造成工事を開始。
  - 12月5日：校歌・校章を制定。
- 1984年（昭和59年）
  - 4月5日：開校式を行う。
  - 7月5日：プールが完成する。
  - 7月16日：竣工式が開催される。
- 1991年（平成3年）文部省から「同和教育推進地域事業」の指定を受ける（※翌年まで継続）。
- 1993年（平成5年）6月20日：「健やか」像の除幕式が行われる。
- 1994年（平成6年）10月25日：滋賀県よい歯の学校 小学校 大規模校の部で準優良校を受賞。
- 1995年（平成7年）10月24日：滋賀県よい歯の学校 小学校 大規模校の部で奨励校を受賞。
- 1998年（平成8年）10月22日：日本赤十字社より、日本赤十字社銀色有功章を受賞する。
- 2001年（平成13年）5月22日：地域の方の協力により、「ふれあい農園活動」を開始する。
- 2002年（平成14年）5月22日：地域の方の協力による「ふれあい農園活動」を本格実施に移行する。
- 2004年（平成16年）10月1日：甲賀郡甲西町と石部町が合併して湖南市が発足。湖南市立三雲東小学校に改称。
- 2006年（平成18年）
  - 4月29日：学校案内塔が完成する。
  - 10月17日：県青少年赤十字研究推進委嘱校として研究発表大会を開催。
- 2008年（平成20年）
  - 10月23日：滋賀県学校歯科保健優良（努力）校を受賞。
  - 11月5日：滋賀県教育の日・優れた教育実践等に対する顕彰および受賞。
- 2009年（平成21年）1月23日：第39回お話を絵にするコンクールで学校賞を受賞。

（出典：）

## 校区
三雲、吉永の一部

## 進学先中学校
原則として湖南市立甲西中学校に進学する。